# Reinier Vinkeles
Reinier Vinkeles, né à Amsterdam le 19 juin 1741 et mort dans cette même ville le 10 juin 1816, est un dessinateur et graveur néerlandais.

## Biographie
À partir de 1752, Vinkeles est l'élève du graveur néerlandais Jan Punt. En 1762, il rejoint la Stadstekenacademie d'Amsterdam et en devient l'un des directeurs en 1765. Il se rend ensuite dans le Brabant avec Jurriaen Andriessen et Izaak Schmidt.
En 1770, Vinkeles part pour Paris, où il étudie avec Jacques-Philippe Le Bas et rencontre les artistes néerlandais Hermanus Numan (nl) et Izaak de Wit. Un an plus tard, Vinkeles retourne définitivement à Amsterdam et commence à produire de nombreuses illustrations théâtrales et littéraires, des estampes historiques, des scènes topographiques, des gravures de portraits, des reproductions de tableaux, etc. La même année, il a été invité par l'impératrice de Russie Catherine II à devenir directeur de l'Académie impériale des beaux-arts à Saint-Pétersbourg mais il a refusé.
Le style de Vinkeles était au début assez baroque, plus tard il est venu au classicisme.
Sa production est estimée à environ 2 500 œuvres.